# Laurika Postma
Johanna Laurika Postma (née le 17 avril 1903 à Bethulie, colonie de la rivière Orange et morte le 26 mars 1987 à Pretoria dans le Transvaal en Afrique du Sud) est une sculptrice sud-africaine qui participa à la construction du Voortrekker Monument à Pretoria.

## Biographie
Laurika Postma est la quatrième des 10 enfants du Révérend de l'église réformée néerlandaise, Willem Postma (1874–1920), et de son épouse, Susanna Elizabeth Sophia Snijman, la fille aînée du révérend. W. J. Snyman. 
Willem Postma était aussi un écrivain, connu sous le nom de Dr O'Kulis, qui avait milité pour promouvoir la langue afrikaans et avait résisté à l'imposition de l'enseignement en anglais, fondant l'une des premières écoles d'éducation nationale chrétienne afrikaans à Bloemfontein. 
Laurika Postma dû cependant quitter l'école, à la mort subite de son père (13 décembre 1920) et travailler, tout comme sa sœur aînée, pour subvenir aux besoins de sa mère malade et de ses frères et sœurs. Elle part vivre chez une tante à Bloemfontein et passe un examen de dactylographie et de sténographie. Elle obtient d'abord un emploi dans un cabinet d'avocats puis l'année suivante un emploi de dactylographe au Grey University College (actuel Université de l'État-Libre). Ayant depuis longtemps un intérêt pour les arts, elle suit parallèlement des cours du soir de dessin et de peinture. 
Grâce à ses revenus (bien que faible) de dactylographe, elle réussit à économiser suffisamment pour prendre une année sabbatique en 1935 et part étudier à Berlin pendant un an, rompant alors ses fiançailles. En Allemagne, son tuteur, l'artiste Milly Steger (1881-1948), constate ses dons et l'encourage à devenir sculptrice. Elle suit alors des cours à Munich auprès d'Ernst Balz (1904-1943)
De retour à Bloemfontein, elle reprend son travail de dactylographe mais commence à recevoir des commandes privées pour exécuter des sculptures. En 1939, Postma retourne en Allemagne et étudie auprès du sculpteur Bernhard Bleeker (1881–1968). Mais le déclenchement de la Seconde Guerre mondiale l'oblige à tout abandonner, notamment  sa sculpture d'une jeune fille Voortrekker qu'elle réalisait pour l'école de filles Oranje de Bloemfontein. Elle part dans la précipitation aux Pays-Bas où, en attendant d'avoir un passeport pour rentrer en Afrique du Sud, elle suit des cours sur la technique du marteau et du burin.
De retour en Afrique du Sud, elle remodèle sa sculpture d'une jeune fille Voortrekker, intitulée Vooruit (En avant) qu'elle fait couler à la fonderie Vignali à Pretoria, où Anton van Wouw avait fait produire l'année précédente la sculpture de la mère et les enfants pour le Voortrekker Monument. Durant cette période (1940), Postma réalise également des bustes des présidents Steyn et Reitz ainsi que de Totius et de D.F. Malherbe. Ses réalisations attirent alors l'attention de Gerard Moerdyk et d'autres membres de la Commission chargée de la construction du Voortrekker Monument de Pretoria. 
En 1942, elle est recrutée pour travailler durant 5 ans sur la frise en marbre du monument aux côtés d'Hennie Potgieter, de Frikkie Kruger et de Peter Kirchoff. Postma travaille entre autres les panneaux consacrés au "Meurtre de Dingaan", à "Dirkie Uys", à "Deborah Retief", aux "hommes découragés", à "l'arrivée de Pretorius", au "Vœu de Cilliers" ou au "massacre de Bloukrans". Avec Hennie Potgieter, elle se rend en 1947 en Italie pour superviser le travail final effectué sur le marbre à partir des modèles en plâtre.
En 1948, elle profite de son séjour en Europe pour visiter la Norvège et la Suède avant de revenir en fin d'année en Afrique du Sud. Un an plus tard, la première exposition qui lui est consacrée est inaugurée à Pretoria.
Elle réalise encore de nombreuses sculptures, notamment des panneaux pour l'Église réformée néerlandaise à Bloemfontein ou la statue de Paul Kruger, érigée en 1961 dans le parc Pretorius à Krugersdorp.
À soixante ans, elle se rend à Paris pour suivre des cours sur la sculpture puis de retour en Afrique du Sud, elle rejoint sa sœur Sophie dans un appartement à Sunnyside. Dans les dernières années de sa vie, ne pouvant plus faire de sculpture en raison d'une santé déclinante, elle se tourne vers la peinture et réalise des natures mortes.
En 1975, l'Académie sud-africaine des sciences et des arts lui décerne une médaille d'honneur.
Elle décède en 1987.

## Sources
- Elizabeth Rankin et Rolf Michael Schneider, From Memory to Marble - The historical frieze of the Voortrekker Monument, De Gruyter, African Minds, 2019, p. 184 et s.
- Biographie, FAK
- Artefacts

- Notices d'autorité :   - VIAF
  - ISNI
  - LCCN
  - WorldCat